# 선택채권
선택채권(選擇債權)은 전기 텔레비전이나 건전지용 텔레비전 중의 어느 것을 인도한다고 하는 것과 같이 수개의 물건 가운데 선택에 의해 결정되는 한 개의 인도를 목적으로 하는 채권. 수개의 물건은 제각기 개성을 지니고 있으므로 어느 것이 선택되느냐 하는 것은 당사자에게는 중요한 뜻을 지닌다. 선택은 선택권자의 의사표시에 의하여 결정되는 것이 보통이며 선택권은 특별한 약속이 없는 한 채무자에게 있다(380조). 그러나 특약으로 채권자 또는 제3자에게 주어도 무방하다. 선택권자가 변제기가 도래했음에도 불구하고 선택하지 않을 경우 선택권은 이전한다. 즉 당사자의 한편이 선택권을 갖는 경우에 상대방으로부터 최고를 받고도 상당기간 선택을 하지 않을 때는 상대방에게 넘어간다(381조). 제3자가 선택권을 가지는 경우에는 그 자가 선택을 할 수 없거나 또는 하려고 하지 않을 때 선택권은 채무자에게 넘어간다(384조). 선택은 상대방의 승낙 없이는 취소할 수 없다(382조). 또한 수개의 물건 가운데 일부가 불능으로 됨으로써 특정되는 경우도 있다. 즉 어느 물건이 선택권을 가지고 있는 당사자의 과실에 의하거나 양 당사자의 과실에 아무 관계없이 불능이 된 때는 잔존한 것에 특정된다(385조). 선택권이 없는 당사자의 과실에 의하여 급부가 불능이 된 때는 선택권자는 불능이 된 그 급부를 선택할 수도 있다. 특정되면 채권발생 때부터 선택된 급부만을 목적으로 하는 채권이었다는 것이 된다(선택의 遡及效).